# Gonodiscus amplalis
Gonodiscus amplalis är en fjärilsart som beskrevs av W. Warren 1891. Gonodiscus amplalis ingår i släktet Gonodiscus och familjen Crambidae. Inga underarter finns listade i Catalogue of Life.